# Gyöngyösi utca
Gyöngyösi utca – stacja budapeszteńskiego metra znajdująca się w ciągu niebieskiej linii podziemnej kolejki. Posiada dwa perony.
Z powodu złego stanu technicznego, 6 listopada 2017 zamknięto stację na czas remontu. Otwarcie przystanku po trwającej 15 miesięcy renowacji miało miejsce 30 marca 2019 roku.